# Trionfale (quartiere)

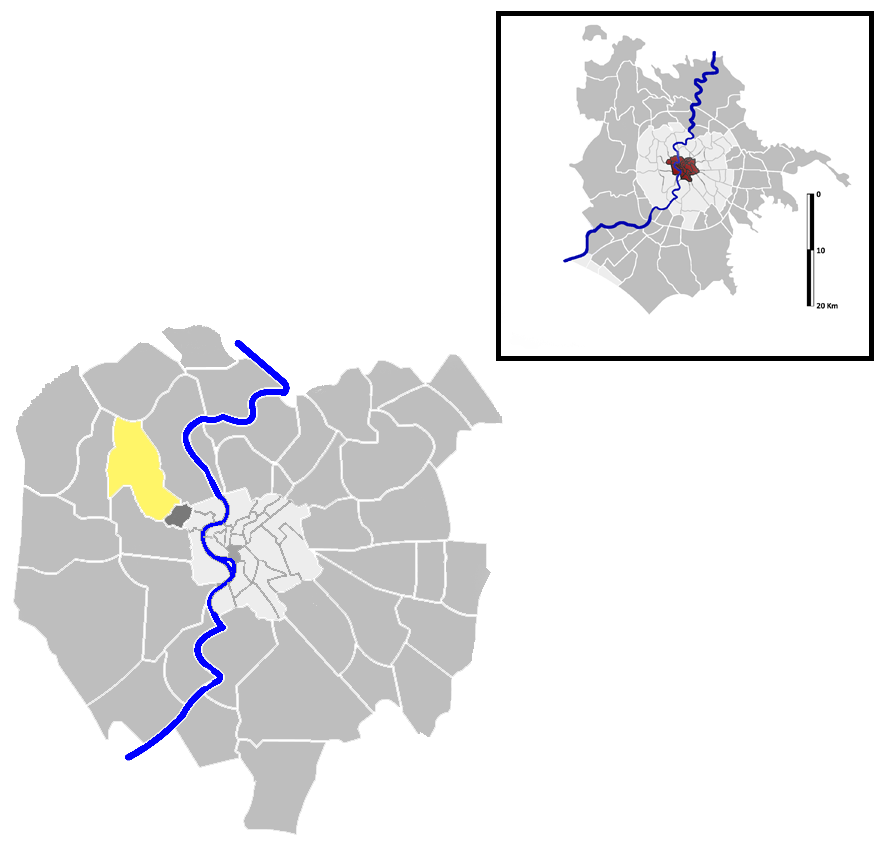
Quartiere Trionfale

Trionfale (AFI: [trjoɱˈfaːle]) é o décimo-quarto quartiere de Roma e normalmente indicado como Q. XIV. Este mesmo topônimo indica a zona urbana 19E do Municipio XIV da região metropolitana de Roma Capitale. Seu nome é uma referência à Via Trionfale. 

## Geografia

Brasão do Quartiere Trionfale.

O quartiere Trionfale fica a oeste da cidade, encostado na Muralha Leonina e engloba o Parco regionale urbano del Pineto. Suas fronteiras são:
- ao norte esta o subúrbio Della Vittoria, separado pela Via Trionfale, da Via della Pineta Sacchetti até a Via Igea.
- a leste estão o quartiere Q. XV Della Vittoria, separado também pela Via Trionfale, da Via Igea até a Viale delle Milizie e o rione Prati, separado pela Via Leone IV.
- a sudeste está a Cidade do Vaticano, separado pela muralha ao longo da Viale Vaticano.
- a sudoeste está o quartiere Q. XIII Aurelio, separado pela Via di Porta Pertusa, Via Aurelia, Via Anastasio II, Viale di Valle Aurelia e a via del Pineto Torlonia.
- a oeste está o quartiere Q. XXVII Primavalle, separado pela Via della Pineta Sacchetti.

A zona urbana se estende até o subúrbio Della Vittoria e suas fronteiras são:
- a noroeste está a zona 20C Tomba di Nerone.
- a leste está a zona 20B Acquatraversa.
- a sudeste está a zona 19A Medaglie d'Oro.
- ao sul está a zona 19B Primavalle.
- a oeste está a zona 19D Santa Maria della Pietà.
- a noroeste está a zona 19C Ottavia.

## História
Trionfale estava entre os quinze primeiros quartieri criados em 1911 e oficialmente instituídos em 1921. A Via Trionfale segue o percurso percorrido pelos generais romanos vitoriosos que retornavam para a cidade em triunfo depois das guerras, a Via Triunfal. Durante toda a Idade Média, esta mesma via foi utilizada por peregrinos vindos da Via Francigena e, como testemunha deste passado, permanece apenas a pequena igreja de San Lazzaro in Borgo, do século XII, no quartiere Della Vittoria, onde provavelmente eles paravam antes de adentrarem em Roma.

### Brasão
A descrição oficial do brasão de Trionfale é: de gules um troféu de argento.

## Vias e monumentos
- Monte Mario
- Parco di Monte Ciocci
- Parco regionale urbano del Pineto
- Piazza degli Eroi

## Edifícios

### Outros edifícios
- Centro Santa Maria della Provvidenza
- Forte Braschi
- Policlinico Agostino Gemelli

### Igrejas
- Gesù Divino Maestro
- San Fulgenzio
- San Giuseppe al Trionfale
- Cappella dell'Istituto Immacolata dei Miracoli
- Cappella della Piccola Casa della Divina Provvidenza Cottolengo
- Santa Maria delle Grazie al Trionfale
- Santa Maria Mater Ecclesiae a Viale Vaticano
- Cappella della Santa Maria della Perseveranza
- Santa Maria della Provvidenza alla Fondazione Don Carlo Gnocchi
- Santa Maria Stella Matutina
- Santa Paola Romana
- San Pio X
- Santi Protomartiri Romani del Seminario Minore
- Chiesa Centrale della Università Cattolica del Sacro Cuore

Igrejas demolidas
- San Giovanni Battista degli Spinelli
- Santa Maria degli Angeli a Balduina
- Santa Maria del Pozzo fuori Porta Angelica